# BMK Group
Die BMK Group mit Sitz in Augsburg ist ein deutscher EMS-Dienstleister und Auftragshersteller für elektronische Baugruppen und Systeme. Produziert wird auf einer Fläche von über 30.000 m².
Das Unternehmen wurde am 5. April 1994 als Management-Buy-Out von Stephan Baur, Dieter Müller und Alois Knöferle als BMK professional electronics GmbH gegründet. Zuvor gehörte der Betrieb zur NCR Corporation, damals ein Tochterunternehmen von AT&T. Das Unternehmen hat Niederlassungen in Deutschland und Tschechien.
Die BMK Group ist in drei Unternehmen unterteilt:
- Die BMK professional electronics GmbH fertigt elektronische Baugruppen.
- Die BMK electronic solutions GmbH hat sich auf die Entwicklung und Produktion von Mikrocontroller-Steuerungen spezialisiert.
- Die BMK electronic services GmbH bedient die Bereiche Logistik, Elektronikreparatur und Datenmanagement.

Auf 12 SMD-Hochleistungslinien und ca. 50 autarken Fertigungsinseln für Elektromontage werden jedes Jahr mehr als 5.000 Produktvarianten aus 8.000 Fertigungsaufträgen produziert.

## Weblink
- BMK group